# Nemesia fertoni
Nemesia fertoni is een spinnensoort in de taxonomische indeling van de bruine klapdeurspinnen (Nemesiidae).
Nemesia fertoni werd in 1914 beschreven door Simon.